# هارملروارد
هارملروارد (به هلندی: Harmelerwaard) یک منطقهٔ مسکونی در هلند است که در ووردن واقع شده‌است. هارملروارد ۲۰۰ نفر جمعیت دارد.